# Zločin u školi (1982.)
Zločin u školi je hrvatski dugometražni film iz 1982. godine.